# Tioga (Dakota du Nord)
Pour les articles homonymes, voir Tioga.
La ville de Tioga (en anglais [taɪˈoʊɡə]) est située dans le comté de Williams, dans l’État du Dakota du Nord, aux États-Unis. Lors du recensement de 2010, elle comptait 1 230 habitants.

## Démographie
| 1910 | 1920 | 1930 | 1940 | 1950 | 1960  |
| ---- | ---- | ---- | ---- | ---- | ----- |
| 203  | 320  | 435  | 385  | 456  | 2 087 |

| 1970  | 1980  | 1990  | 2000  | 2010  | - |
| ----- | ----- | ----- | ----- | ----- | - |
| 1 667 | 1 597 | 1 278 | 1 125 | 1 230 | - |

## Source
- (en) Cet article est partiellement ou en totalité issu de l’article de Wikipédia en anglais intitulé « Tioga, North Dakota » (voir la liste des auteurs).